# فرانشيسكو فاسالو
فرانشيسكو فاسالو (بالإيطالية: Francesco Vassallo)‏ (30 ديسمبر 1993 بباليرمو في إيطاليا - ) هو لاعب كرة قدم إيطالي في مركز الوسط. شارك مع منتخب إيطاليا تحت 19 سنة لكرة القدم ومنتخب إيطاليا تحت 20 سنة لكرة القدم. أما مع النوادي، فقد لعب مع نادي باليرمو ونادي بيستويسي ونادي سودتيرول وASD Città di Foligno 1928 ‏.